# DDR-Meisterschaften im Biathlon 1966
Die DDR-Meisterschaften im Biathlon wurden 1966 zum 9. Mal mit jeweils zwei Läufen in Zinnwald (5. Januar) und Oberhof (16. Februar) ausgetragen. Egon Schnabel wiederholte seinen Titelgewinn vom Vorjahr im Einzel-Wettbewerb über 20 Kilometer. Nachdem 1965 letztmals ein Wettbewerb im Militärpatrouillenlauf und erstmals ein Staffelwettbewerb durchgeführt wurde, gab es 1966 nur einen Wettbewerb im Einzel.

## Ergebnisse

### 1. Lauf (Zinnwald)
| Platz | Sportler      | Mannschaft           | Zeit (h) |
| ----- | ------------- | -------------------- | -------- |
| 1     | Horst Koschka | SG Dynamo Zinnwald   | 1:27:35  |
| 2     | Egon Schnabel | ASK Vorwärts Oberhof | 1:28:42  |
| 3     | Heinz Kluge   | SG Dynamo Zinnwald   | 1:29:35  |

### 2. Lauf (Oberhof)
| Platz | Sportler         | Mannschaft           | Zeit (h) |
| ----- | ---------------- | -------------------- | -------- |
| 1     | Egon Schnabel    | ASK Vorwärts Oberhof | 1:24:42  |
| 2     | Wolfgang Böttner | ASK Vorwärts Oberhof | 1:24:59  |
| 3     | Joachim Günther  | ASK Vorwärts Oberhof | 1:27:26  |

### Gesamtwertung
| Platz | Sportler         | Mannschaft           | Zeit (h) |
| ----- | ---------------- | -------------------- | -------- |
| 1     | Egon Schnabel    | ASK Vorwärts Oberhof | 2:53:24  |
| 2     | Horst Koschka    | SG Dynamo Zinnwald   | 2:57:06  |
| 3     | Wolfgang Böttner | ASK Vorwärts Oberhof | 3:02:08  |